# Mahjong Gakuen: Sotsugyōhen
Mahjong Gakuen: Sotsugyōhen (麻雀学園卒業編) est un jeu vidéo de Mah-jong développé par Yuga et sorti en 1988 sur système d'arcade Mitchell,.

## Série
1. Mahjong Gakuen: Sotsugyohen
2. Mahjong Gakuen 2: Gakuen-chō no Fukushū